# Wilfried Basse
Wilfried Basse (eigentlich Wilhelm-Friedrich Heinrich Hermann Basse; * 17. August 1899 in Hannover; † 6. Juni 1946 in Berlin) war ein deutscher Dokumentarfilmer und Kameramann, der erst in den 1970er/80er Jahren wiederentdeckt wurde, wegen seiner Haltung zum Regime der Nationalsozialisten jedoch umstritten ist.

## Leben
Wilfried Basse war der Sohn des hannoverschen Bankiers Wilhelm Basse und Enkel des Bankiers und Politikers August Basse. Nach seinem Abitur 1919 begann er ein Studium an der Kunstgewerbeschule Stuttgart und 1921 eine Banklehre bei seinem Vater, der 1923 starb. Basse erhielt daraufhin die Prokura und heiratete 1924 die Stuttgarter Verlegerstochter Felicitas Spemann.
Er knüpfte Kontakte zu zahlreichen Künstlern wie Kurt Schwitters und den Mitgliedern der Kestnergesellschaft. Der 1927 von der Kestnergesellschaft aufgeführte Film Schaffende Hände, Teil II beeindruckte ihn derart, dass er beschloss, die Bankierskarriere endgültig aufzugeben. 1927 zog er nach Berlin.
Hier arbeitete er zunächst für Hans Cürlis und machte 1928 als Kameraassistent erstmals selbstständige Aufnahmen. 1929 stellte er seinen ersten Kurzfilm Baumblütenzeit in Werder fertig. Bereits in diesem Erstlingswerk zeigte sich die für ihn charakteristische sanfte Ironie und das Interesse für den Einzelnen im Alltag. Im Juli 1929 gründete er seine eigene Produktionsfirma Basse-Film GmbH.
Nach der Scheidung von seiner ersten Frau heiratete er seine Mitarbeiterin Gertrud „Tucki“ Geiss, die zuvor Lehrerin an der Kunstgewerbeschule Hannover war. Seine Sympathie für die politische Linke zeigte sich unter anderem 1931 in dem Informationsfilm Das rote Sprachrohr über eine Agitprop-Veranstaltung. Er war Mitglied der Roten Hilfe und bis 1931 Mitglied der Liga für Menschenrechte.
Nach der Machtergreifung der Nationalsozialisten 1933 arrangierte er sich nach anfänglichem Zögern mit den neuen Machthabern und vernichtete unmittelbar vor einer unangekündigten Haussuchung sämtliches ihn belastende Material. Er wurde zu einem der wichtigsten Zulieferer von Lehrfilmen für die Reichsstelle für den Unterrichtsfilm (RfdU).

„In Zusammenarbeit mit seiner Frau Gertrud und dem Kameramann Wolfgang Kiepenheuer entstehen bis 1939 zahlreiche Reportagen und Kulturfilme, die häufig Themen aus der Welt der Arbeit und des Sports behandeln“

Im Verlauf des Zweiten Weltkrieges konnte Basse keine Filme mehr drehen. Im Winter 1945/46 kam es aufgrund einer Infektion zu einer Rippenfellentzündung. Amerikanische Freunde erreichten, dass er von Professor Ferdinand Sauerbruch operiert wurde, er starb jedoch einen Tag nach dem Eingriff am 6. Juni 1946 abends in der Charité.

## Werke
Am bekanntesten ist sein 1932 bis 1934 gedrehter Dokumentarfilm Deutschland – zwischen gestern und heute, der nach Eingriffen der Zensur mehrfach geändert werden musste. Er wurde 1934 zusammen mit anderen Filmen als deutscher Beitrag beim Filmfestival Venedig gezeigt und erhielt unerwartet einen vom römischen Lehrfilminstitut gestifteten Sonderpreis. Dieser Film wurde auf der Berlinale 1977 wiederaufgeführt. 1929 verantwortete er den Dokumentarfilm Markt in Berlin.
- Wolfgang Kiepenheuer (Zusammenstellung): Menschen im Deutschland von 1932 [Bildtonträger] : Deutschland zwischen gestern und heute, gekürzte Fassung des Originals, Frankfurt : Inter-Pathé-Film, [circa 1984], 1 Videokassette [VHS] (25 Min.) : s/w

Basse war bei Leni Riefenstahls Olympia-Film einer der Kameramänner.